# Vârfurile (Arad)

Lage der Gemeinde Vârfurile im Kreis Arad

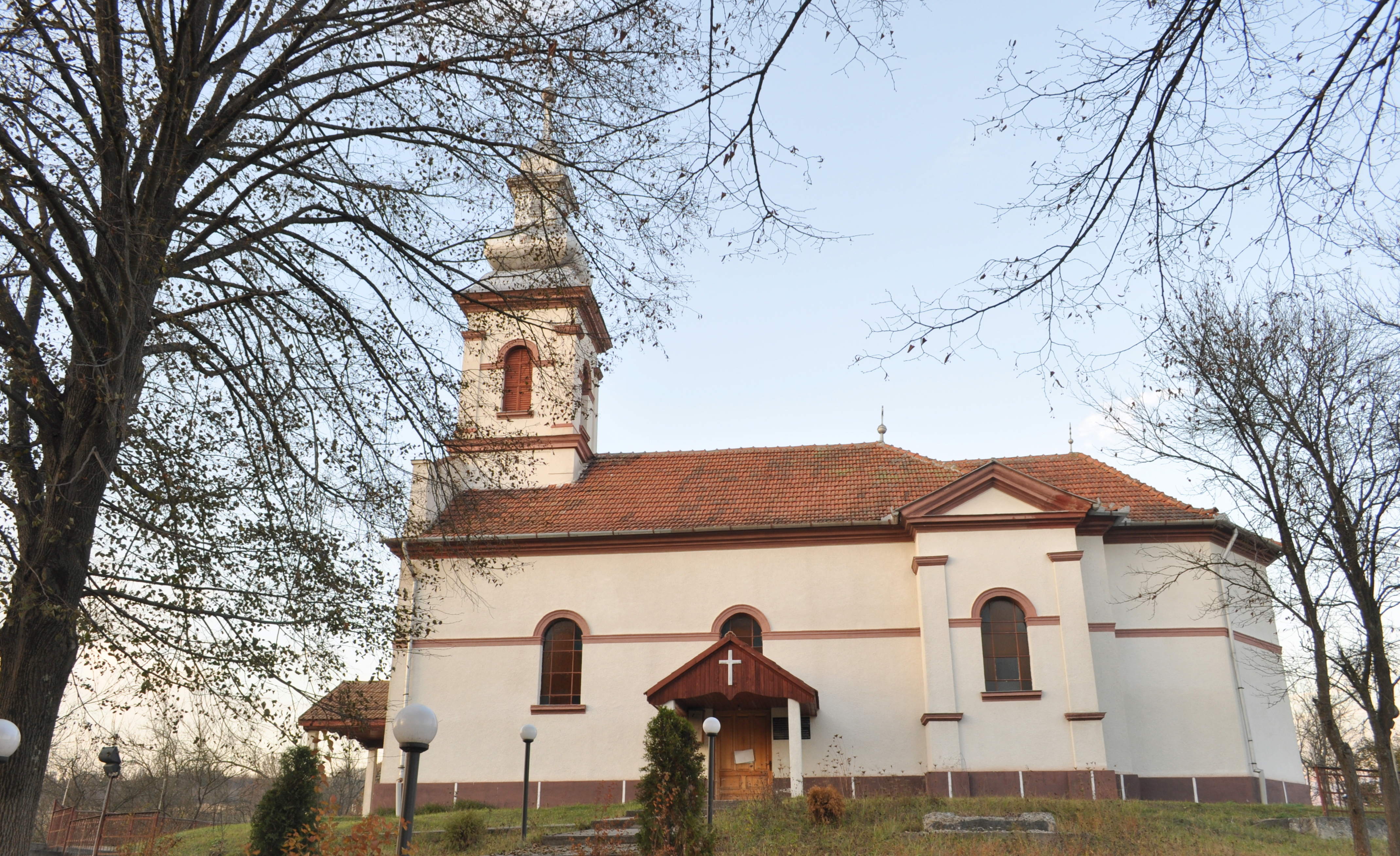
Vârfurile, Kirche 2011

Vârfurile (bis 1926 Ciuci; deutsch Tschutsch, ungarisch Halmágycsúcs) ist eine Gemeinde im Kreis Arad, im Kreischgebiet, im Westen Rumäniens. Zu der Gemeinde Vârfurile gehören auch die Dörfer Avram Iancu, Groși, Lazuri, Măgulicea, Mermești, Poiana und Vidra.

## Geografische Lage
Vârfurile liegt am Fuße des Codru-Moma-Gebirges im Bihor-Gebirge, am Crișul Alb, in 128 km Entfernung von der Kreishauptstadt Arad.

## Nachbarorte
| Vidra    | Mǎgulicea                                   | Lazuri    |
| Pleșcuța | Kompassrose, die auf Nachbargemeinden zeigt | Luncșoara |
| Dumbrava | Leasa                                       | Hălmagiu  |

## Geschichte
Die Ortschaft wurde 1390 erstmals urkundlich unter der Ortsbezeichnung Chich erwähnt. Auf dem Areal der Gemeinde wurden Reste einer Erdfestung aus dem 8.–9. Jahrhundert gefunden.
1427 erscheint die Ortschaft unter der Bezeichnung Chuch in den Zeitdokumenten. In den Jahren 1439, 1441 und 1445 gehörte Choch bzw. Chwech zur Festung Șiria. Die Ortsbezeichnung Czotz tritt 1590 in Erscheinung. Im Laufe der Jahrhunderte wechselten die Gutsbesitzer mehrfach: 1439 Brancovici, 1441 Marothy, 1442 Berini, 1444 Hunyadi, 1447 Banffy,  1510 Georg von Brandenburg, 1551 Kendy, 1494 Corvinus und Banffy.
Nach dem Frieden von Karlowitz (1699) kam Arad und das Maroscher Land unter österreichische Herrschaft, während das Banat südlich der Marosch bis zum Frieden von Passarowitz (1718) unter Türkenherrschaft verblieb.
Infolge des Österreichisch-Ungarischen Ausgleichs (1867) wurde das Arader Land, wie das gesamte Banat und Siebenbürgen, dem Königreich Ungarn innerhalb der Doppelmonarchie Österreich-Ungarn angegliedert. Die amtliche Ortsbezeichnung war Halmágycsúcs.
Der Vertrag von Trianon am 4. Juni 1920 hatte die Grenzregulierung zur Folge, wodurch Ciuci an das Königreich Rumänien fiel.
1926 wurde die Ortschaft in Vârfurile umbenannt.

## Bevölkerungsentwicklung
| 1880 | 4024 | 3964 | -  | 4 | 56 |
| 1910 | 6001 | 5881 | 97 | 8 | 15 |
| 1930 | 5556 | 5525 | 19 | 8 | 4  |
| 1977 | 4431 | 4426 | 3  | - | 2  |
| 1992 | 3738 | 3715 | 3  | - | 20 |
| 2002 | 3298 | 3261 | 2  | 1 | 34 |
| 2021 | 2246 | 2150 | -  | 5 | 91 |